# Silvija Talaja
Silvija Talaja (Imotski, 14 januari 1978) is een voormalig tennisspeelster uit Kroatië. Zij begon met tennis toen zij zeven jaar oud was. Haar favoriete ondergrond is gravel. Zij was actief in het proftennis van 1992 tot en met 2006.

## Loopbaan

### Enkelspel
Talaja debuteerde in 1991 op het ITF-toernooi van Belgrado (Joegoslavië). Zij stond in 1996 voor het eerst in een finale, op het ITF-toernooi van Makarska (Kroatië) – hier veroverde zij haar eerste titel, door de Tsjechische Zuzana Lešenarová te verslaan. Dat bleef haar enige ITF-titel.
In 1993 kwalificeerde Talaja zich voor het eerst voor een WTA-hoofdtoernooi, op het toernooi van Luzern. Zij kwam niet voorbij de eerste ronde. Zij stond in 1996 voor het eerst in een WTA-finale, op het toernooi van Bol – zij verloor van de Italiaanse Gloria Pizzichini. In 2000 veroverde Talaja haar eerste WTA-titel, op het toernooi van Gold Coast, door de Spaanse Conchita Martínez te verslaan. Enkele maanden later won Talaja nog een tweede WTA-titel, in Straatsburg. In september nam zij deel aan de Olympische spelen in Sydney – zij bereikte er de tweede ronde.
Haar beste resultaat op de grandslamtoernooien is het bereiken van de derde ronde. Haar hoogste positie op de WTA-ranglijst is de achttiende plaats, die zij bereikte in mei 2000.

### Dubbelspel
Talaja was in het dubbelspel minder actief dan in het enkelspel. Zij debuteerde in 1991 op het ITF-toernooi van Burgdorf (Zwitserland) samen met landgenote Tonka Dorić. Op het ITF-circuit bereikte zij nooit een finaleplaats.
In 1995 kwalificeerde Talaja zich voor het eerst voor een WTA-hoofdtoernooi, op het toernooi van Hamburg, samen met landgenote Nadin Ercegović. Zij strandden in de eerste ronde. Zij stond in 2002 voor het eerst in een WTA-finale, op het toernooi van Warschau, samen met Russin Jevgenia Koelikovskaja – zij verloren van het koppel Jelena Kostanić en Henrieta Nagyová. In 2003 veroverde Talaja haar enige WTA-titel, op het toernooi van Sopot, samen met de Oekraïense Tetjana Perebyjnis, door Maret Ani en Libuše Průšová te verslaan.
Haar beste resultaat op de grandslamtoernooien is het bereiken van de derde ronde, op de US Open 2004, samen met Française Caroline Dhenin. Haar hoogste positie op de WTA-ranglijst is de 54e plaats, die zij bereikte in juni 2004.

## Posities op deWTA-ranglijst
Positie per einde seizoen:
| jaar | ranking enkelspel | ranking dubbelspel |
| ---- | ----------------- | ------------------ |
| 2006 | 758               | 475                |
| 2005 | 200               | 93                 |
| 2004 | 113               | 77                 |
| 2003 | 93                | 67                 |
| 2002 | 75                | 139                |
| 2001 | 109               | 265                |
| 2000 | 30                | 305                |
| 1999 | 29                | 172                |
| 1998 | 89                | 536                |
| 1997 | 195               | –                  |
| 1996 | 106               | –                  |
| 1995 | 269               | 410                |
| 1994 | 247               | 623                |
| 1993 | 247               | –                  |
| 1992 | 500               | 636                |

## Palmares
| Legenda                |
| ---------------------- |
| Grandslamtoernooi      |
| Olympische Spelen      |
| Year-End Championships |
| Tier I                 |
| Tier II                |
| Tier III               |
| Tier IV & V            |

### WTA-finaleplaatsen enkelspel
| nr.              | finale     | toernooi          | ondergrond | tegenstandster    | score         |         |
| ---------------- | ---------- | ----------------- | ---------- | ----------------- | ------------- | ------- |
| gewonnen finales |            |                   |            |                   |               |         |
| 1.               | 2000-01-08 | WTA Gold Coast    | hardcourt  | Conchita Martínez | 6-0, 0-6, 6-4 | details |
| 2.               | 2000-05-27 | WTA Straatsburg   | gravel     | Rita Kuti Kis     | 7-5, 4-6, 6-3 | details |
| verloren finales |            |                   |            |                   |               |         |
| 1.               | 1996-05-05 | WTA Bol           | gravel     | Gloria Pizzichini | 0-6, 2-6      | details |
| 2.               | 1999-06-19 | WTA Rosmalen      | gras       | Kristina Brandi   | 0-6, 6-3, 1-6 | details |
| 3.               | 1999-07-11 | WTA Pörtschach    | gravel     | Karina Habšudová  | 6-2, 4-6, 4-6 | details |
| 4.               | 2002-10-06 | WTA Japan (Tokio) | hardcourt  | Jill Craybas      | 6-2, 4-6, 4-6 | details |

### WTA-finaleplaatsen vrouwendubbelspel
| nr.              | finale     | toernooi     | ondergrond | partner                | tegenstandsters                        | score    |         |
| ---------------- | ---------- | ------------ | ---------- | ---------------------- | -------------------------------------- | -------- | ------- |
| gewonnen finales |            |              |            |                        |                                        |          |         |
| 1.               | 2003-08-02 | WTA Sopot    | gravel     | Tetjana Perebyjnis     | Maret Ani Libuše Průšová               | 6-4, 6-2 | details |
| verloren finales |            |              |            |                        |                                        |          |         |
| 1.               | 2002-05-12 | WTA Warschau | gravel     | Jevgenia Koelikovskaja | Jelena Kostanić Henrieta Nagyová       | 1-6, 1-6 | details |
| 2.               | 2003-08-10 | WTA Helsinki | gravel     | Tetjana Perebyjnis     | Jevgenia Koelikovskaja Olena Tatarkova | 2-6, 4-6 | details |
| 3.               | 2005-02-06 | WTA Pattaya  | hardcourt  | Marta Domachowska      | Marion Bartoli Anna-Lena Grönefeld     | 3-6, 2-6 | details |

## Resultaten grandslamtoernooien
| Legenda | Legenda                          |
| ------- | -------------------------------- |
| g.t.    | geen toernooi gehouden           |
| l.c.    | lagere categorie                 |
| –       | niet deelgenomen                 |
| G       | uitgeschakeld in de groepsfase   |
| 1R      | uitgeschakeld in de eerste ronde |
| 2R      | uitgeschakeld in de tweede ronde |
| 3R      | uitgeschakeld in de derde ronde  |
| 4R      | uitgeschakeld in de vierde ronde |
| KF      | uitgeschakeld in de kwartfinale  |
| HF      | uitgeschakeld in de halve finale |
| F       | de finale verloren               |
| W       | het toernooi gewonnen            |
| w-v     | winst/verlies-balans             |

### Enkelspel
| Toernooi        | 1997 | 1998 | 1999 | 2000 | 2001 | 2002 | 2003 | 2004 | 2005 |
| --------------- | ---- | ---- | ---- | ---- | ---- | ---- | ---- | ---- | ---- |
| Australian Open | 1R   | –    | 1R   | 1R   | 2R   | 1R   | 1R   | 1R   | 1R   |
| Roland Garros   | 2R   | –    | 3R   | 1R   | 1R   | 1R   | 2R   | 3R   | 1R   |
| Wimbledon       | –    | 1R   | 1R   | 3R   | –    | 1R   | 1R   | 2R   | –    |
| US Open         | –    | –    | 1R   | 1R   | 2R   | 1R   | 2R   | 1R   | –    |

### Vrouwendubbelspel
| Toernooi        | 2000 |    | 2003 | 2004 | 2005 | 2006 |
| --------------- | ---- | -- | ---- | ---- | ---- | ---- |
| Australian Open | 1R   | 1R | 1R   | 1R   | 1R   |      |
| Roland Garros   | –    | –  | 2R   | 2R   | –    |      |
| Wimbledon       | –    | 2R | 1R   | 2R   | –    |      |
| US Open         | –    | 1R | 3R   | 1R   | –    |      |

### Gemengd dubbelspel
| Toernooi        | 2005 |
| --------------- | ---- |
| Australian Open | –    |
| Roland Garros   | –    |
| Wimbledon       | 1R   |
| US Open         | –    |